# Шеми
Шеми (фр. Chemy) насеље је и општина у североисточној Француској у региону Север-Па д Кале, у департману Север која припада префектури Лил.
По подацима из 2011. године у општини је живело 677 становника, а густина насељености је износила 194,54 становника/km². Општина се простире на површини од 3,48 km². Налази се на средњој надморској висини од 24 метара (максималној 31 m, а минималној 22 m).

## Демографија
| 1962. | 1968. | 1975. | 1982. | 1990. | 1999. | 2011. |
| ----- | ----- | ----- | ----- | ----- | ----- | ----- |
| 308   | 314   | 324   | 589   | 669   | 672   | 677   |

График промене броја становника у току последњих година